# Iophanus pyrrhias
Iophanus pyrrhias är en fjärilsart som beskrevs av Frederick DuCane Godman och Osbert Salvin 1887. Iophanus pyrrhias ingår i släktet Iophanus och familjen juvelvingar. Inga underarter finns listade i Catalogue of Life.

## Bildgalleri

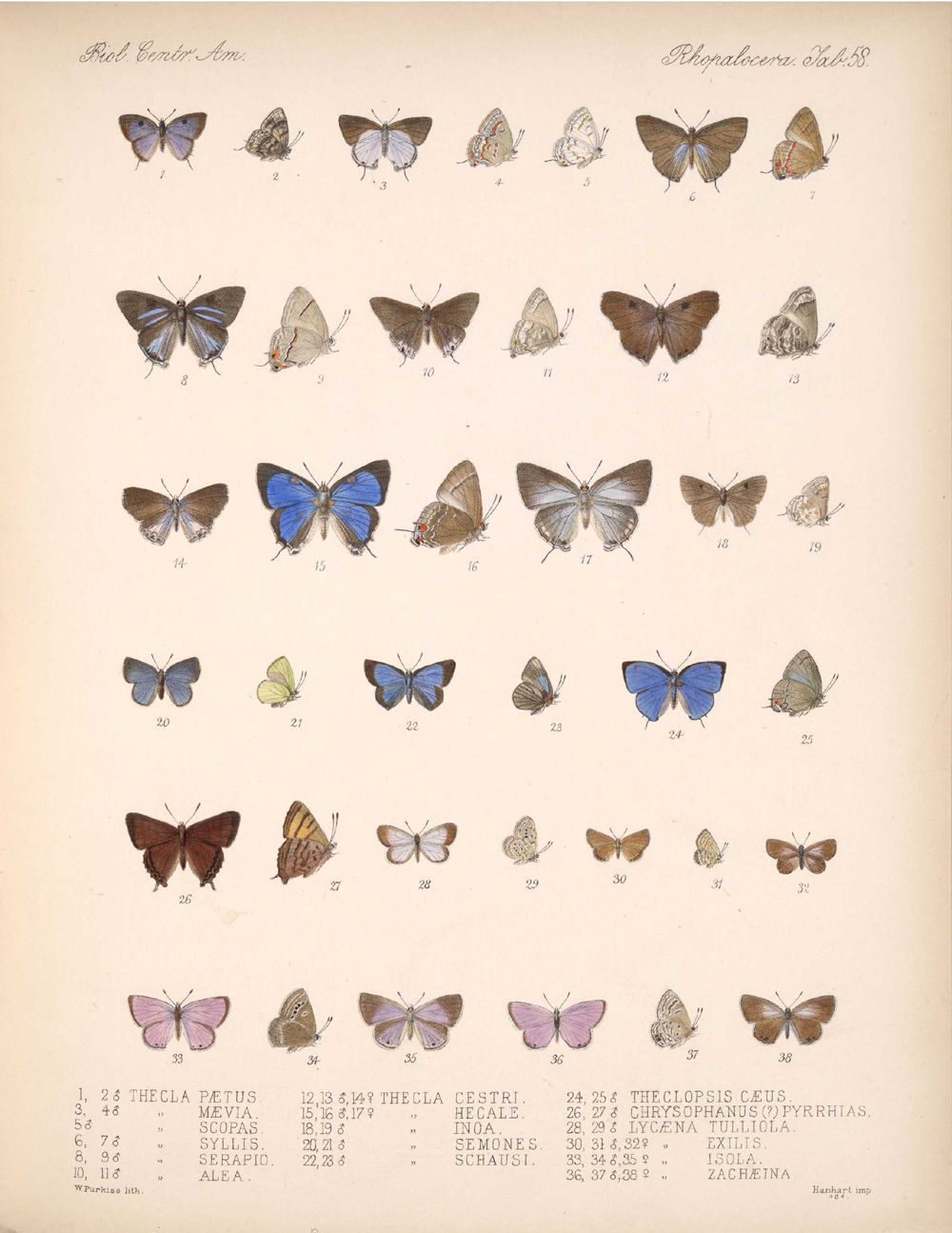